# Draft NFL 2003
Il Draft NFL 2003 è il classico avvenimento annuale organizzato dalla NFL che si è tenuto il 26 e il 27 aprile 2003. L'ordine del draft era costituito semplicemente invertendo l'ordine di come si è conclusa la stagione regolare 2002, quindi dalla squadra che aveva ottenuto meno vittorie a quella con più vittorie; tranne per le ultime due scelte (31ª e 32ª) che sono state assegnate rispettivamente alla perdente e alla vincente del Super Bowl XXXVII. In caso di parità di vittorie si guardava come prima cosa la difficoltà del calendario che le squadre con lo stesso numero di vittorie si erano affrontate. In caso di ulteriore parità si guardavano il numero delle vittorie raggiunte all'interno della propria division o conference. Se la parità persisteva la decisione veniva presa con il lancio della monetina.

## Scelte
| † | = Pro Bowler |

|  | = Hall of Famer |

|  | Giro | Scelta | Squadra              | Giocatore                                                     | Ruolo                                                         | College                                                       | Conference                                                    |
|  | ---- | ------ | -------------------- | ------------------------------------------------------------- | ------------------------------------------------------------- | ------------------------------------------------------------- | ------------------------------------------------------------- |
|  | 1    | 1      | Cincinnati Bengals   | Carson Palmer†                                                | QB                                                            | USC                                                           | Pac-10                                                        |
|  | 1    | 2      | Detroit Lions        | Charles Rogers                                                | WR                                                            | Michigan State                                                | Big Ten                                                       |
|  | 1    | 3      | Houston Texans       | Andre Johnson                                                 | WR                                                            | Miami (FL)                                                    | Big East                                                      |
|  | 1    | 4      | New York Jets        | Dewayne Robertson                                             | DT                                                            | Kentucky                                                      | SEC                                                           |
|  | 1    | 5      | Dallas Cowboys       | Terence Newman†                                               | CB                                                            | Kansas State                                                  | Big 12                                                        |
|  | 1    | 6      | New Orleans Saints   | Johnathan Sullivan                                            | DT                                                            | Georgia                                                       | SEC                                                           |
|  | 1    | 7      | Jacksonville Jaguars | Byron Leftwich                                                | QB                                                            | Marshall                                                      | MAC                                                           |
|  | 1    | 8      | Carolina Panthers    | Jordan Gross†                                                 | OT                                                            | Utah                                                          | MWC                                                           |
|  | 1    | 9      | Minnesota Vikings    | Kevin Williams†                                               | DT                                                            | Oklahoma State                                                | Big 12                                                        |
|  | 1    | 10     | Baltimore Ravens     | Terrell Suggs†                                                | DE/LB                                                         | Arizona State                                                 | Pac-10                                                        |
|  | 1    | 11     | Seattle Seahawks     | Marcus Trufant†                                               | CB                                                            | Washington State                                              | Pac-10                                                        |
|  | 1    | 12     | St. Louis Rams       | Jimmy Kennedy                                                 | DT                                                            | Penn State                                                    | Big Ten                                                       |
|  | 1    | 13     | New England Patriots | Ty Warren                                                     | DE                                                            | Texas A&M                                                     | Big 12                                                        |
|  | 1    | 14     | Chicago Bears        | Michael Haynes                                                | DE                                                            | Penn State                                                    | Big Ten                                                       |
|  | 1    | 15     | Philadelphia Eagles  | Jerome McDougle                                               | DE                                                            | Miami (FL)                                                    | Big East                                                      |
|  | 1    | 16     | Pittsburgh Steelers  | Troy Polamalu†                                                | S                                                             | USC                                                           | Pac-10                                                        |
|  | 1    | 17     | Arizona Cardinals    | Bryant Johnson                                                | WR                                                            | Penn State                                                    | Big Ten                                                       |
|  | 1    | 18     | Arizona Cardinals    | Calvin Pace                                                   | DE/LB                                                         | Wake Forest                                                   | ACC                                                           |
|  | 1    | 19     | Baltimore Ravens     | Kyle Boller                                                   | QB                                                            | California                                                    | Pac-10                                                        |
|  | 1    | 20     | Denver Broncos       | George Foster                                                 | OT                                                            | Georgia                                                       | SEC                                                           |
|  | 1    | 21     | Cleveland Browns     | Jeff Faine†                                                   | C                                                             | Notre Dame                                                    | Ind.                                                          |
|  | 1    | 22     | Chicago Bears        | Rex Grossman                                                  | QB                                                            | Florida                                                       | SEC                                                           |
|  | 1    | 23     | Buffalo Bills        | Willis McGahee†                                               | RB                                                            | Miami (FL)                                                    | Big East                                                      |
|  | 1    | 24     | Indianapolis Colts   | Dallas Clark†                                                 | TE                                                            | Iowa                                                          | Big Ten                                                       |
|  | 1    | 25     | New York Giants      | William Joseph                                                | DT                                                            | Miami (FL)                                                    | Big East                                                      |
|  | 1    | 26     | San Francisco 49ers  | Kwame Harris                                                  | OT                                                            | Stanford                                                      | Pac-10                                                        |
|  | 1    | 27     | Kansas City Chiefs   | Larry Johnson†                                                | RB                                                            | Penn State                                                    | Big Ten                                                       |
|  | 1    | 28     | Tennessee Titans     | Andre Woolfolk                                                | CB                                                            | Oklahoma                                                      | Big 12                                                        |
|  | 1    | 29     | Green Bay Packers    | Nick Barnett                                                  | LB                                                            | Oregon State                                                  | Pac-10                                                        |
|  | 1    | 30     | San Diego Chargers   | Sammy Davis                                                   | CB                                                            | Texas A&M                                                     | Big 12                                                        |
|  | 1    | 31     | Oakland Raiders      | Nnamdi Asomugha†                                              | CB                                                            | California                                                    | Pac-10                                                        |
|  | 1    | 32     | Oakland Raiders      | Tyler Brayton                                                 | DE                                                            | Colorado                                                      | Big 12                                                        |
|  | 2    | 33     | Cincinnati Bengals   | Eric Steinbach                                                | G                                                             | Iowa                                                          | Big Ten                                                       |
|  | 2    | 34     | Detroit Lions        | Boss Bailey                                                   | LB                                                            | Georgia                                                       | SEC                                                           |
|  | 2    | 35     | Chicago Bears        | Charles Tillman†                                              | CB                                                            | Louisiana-Lafayette                                           | Sun Belt                                                      |
|  | 2    | 36     | New England Patriots | Eugene Wilson                                                 | CB                                                            | Illinois                                                      | Big Ten                                                       |
|  | 2    | 37     | New Orleans Saints   | Jon Stinchcomb†                                               | OT                                                            | Georgia                                                       | SEC                                                           |
|  | 2    | 38     | Dallas Cowboys       | Al Johnson                                                    | C                                                             | Wisconsin                                                     | Big Ten                                                       |
|  | 2    | 39     | Jacksonville Jaguars | Rashean Mathis†                                               | CB                                                            | Bethune-Cookman                                               | MEAC                                                          |
|  | 2    | 40     | Minnesota Vikings    | E.J. Henderson†                                               | LB                                                            | Maryland                                                      | ACC                                                           |
|  | 2    | 41     | Houston Texans       | Bennie Joppru                                                 | TE                                                            | Michigan                                                      | Big Ten                                                       |
|  | 2    | 42     | Seattle Seahawks     | Ken Hamlin†                                                   | S                                                             | Arkansas                                                      | SEC                                                           |
|  | 2    | 43     | St. Louis Rams       | Pisa Tinoisamoa                                               | LB                                                            | Hawaiʻi                                                       | WAC                                                           |
|  | 2    | 44     | Washington Redskins  | Taylor Jacobs                                                 | WR                                                            | Florida                                                       | SEC                                                           |
|  | 2    | 45     | New England Patriots | Bethel Johnson                                                | WR                                                            | Texas A&M                                                     | Big 12                                                        |
|  | 2    | 46     | San Diego Chargers   | Drayton Florence                                              | CB                                                            | Tuskegee                                                      | SIAC                                                          |
|  | 2    | 47     | Kansas City Chiefs   | Kawika Mitchell                                               | LB                                                            | South Florida                                                 | Ind.                                                          |
|  | 2    | 48     | Buffalo Bills        | Chris Kelsay                                                  | DE                                                            | Nebraska                                                      | Big 12                                                        |
|  | 2    | 49     | Miami Dolphins       | Eddie Moore                                                   | LB                                                            | Tennessee                                                     | SEC                                                           |
|  | 2    | 50     | Carolina Panthers    | Bruce Nelson                                                  | C                                                             | Iowa                                                          | Big Ten                                                       |
|  | 2    | 51     | Denver Broncos       | Terry Pierce                                                  | LB                                                            | Kansas State                                                  | Big 12                                                        |
|  | 2    | 52     | Cleveland Browns     | Chaun Thompson                                                | LB                                                            | West Texas A&M                                                | LSC                                                           |
|  | 2    | 53     | New York Jets        | Victor Hobson                                                 | LB                                                            | Michigan                                                      | Big Ten                                                       |
|  | 2    | 54     | Arizona Cardinals    | Anquan Boldin†                                                | WR                                                            | Florida State                                                 | ACC                                                           |
|  | 2    | 55     | Atlanta Falcons      | Bryan Scott                                                   | S                                                             | Penn State                                                    | Big Ten                                                       |
|  | 2    | 56     | New York Giants      | Osi Umenyiora†                                                | DE                                                            | Troy State                                                    | Ind.                                                          |
|  | 2    | 57     | San Francisco 49ers  | Anthony Adams                                                 | DT                                                            | Penn State                                                    | Big Ten                                                       |
|  | 2    | 58     | Indianapolis Colts   | Mike Doss                                                     | S                                                             | Ohio State                                                    | Big Ten                                                       |
|  | 2    | 59     | Pittsburgh Steelers  | Alonzo Jackson                                                | LB                                                            | Florida State                                                 | ACC                                                           |
|  | 2    | 60     | Tennessee Titans     | Tyrone Calico                                                 | WR                                                            | Middle Tennessee State                                        | Sun Belt                                                      |
|  | 2    | 61     | Philadelphia Eagles  | L.J. Smith                                                    | TE                                                            | Rutgers                                                       | Big East                                                      |
|  | 2    | 62     | San Diego Chargers   | Terrence Kiel                                                 | S                                                             | Texas A&M                                                     | Big 12                                                        |
|  | 2    | 63     | Oakland Raiders      | Teyo Johnson                                                  | TE                                                            | Stanford                                                      | Pac-10                                                        |
|  | 2    | 64     | Tampa Bay Buccaneers | Dewayne White                                                 | DE                                                            | Louisville                                                    | C-USA                                                         |
|  | 3    | 65     | Cincinnati Bengals   | Kelley Washington                                             | WR                                                            | Tennessee                                                     | SEC                                                           |
|  | 3    | 66     | Detroit Lions        | Cory Redding                                                  | DT                                                            | Texas                                                         | Big 12                                                        |
|  | 3    | 67     | Houston Texans       | Antwan Peek                                                   | LB                                                            | Cincinnati                                                    | C-USA                                                         |
|  | 3    | 68     | Chicago Bears        | Lance Briggs†                                                 | LB                                                            | Arizona                                                       | Pac-10                                                        |
|  | 3    | 69     | Dallas Cowboys       | Jason Witten†                                                 | TE                                                            | Tennessee                                                     | SEC                                                           |
|  | 3    | 70     | Arizona Cardinals    | Gerald Hayes                                                  | LB                                                            | Pittsburgh                                                    | Big East                                                      |
|  | 3    | 71     | Minnesota Vikings    | Nate Burleson                                                 | WR                                                            | Nevada                                                        | WAC                                                           |
|  | 3    | 72     | Jacksonville Jaguars | Vince Manuwai                                                 | G                                                             | Hawaiʻi                                                       | WAC                                                           |
|  | 3    | 73     | Seattle Seahawks     | Wayne Hunter                                                  | OT                                                            | Hawaiʻi                                                       | WAC                                                           |
|  | 3    | 74     | St. Louis Rams       | Kevin Curtis                                                  | WR                                                            | Utah State                                                    | Ind.                                                          |
|  | 3    | 75     | Houston Texans       | Seth Wand                                                     | OT                                                            | NW Missouri State                                             | MIAA                                                          |
|  | 3    | 76     | Carolina Panthers    | Mike Seidman                                                  | TE                                                            | UCLA                                                          | Pac-10                                                        |
|  | 3    | 77     | Baltimore Ravens     | Musa Smith                                                    | RB                                                            | Georgia                                                       | SEC                                                           |
|  | 3    | 78     | Miami Dolphins       | Wade Smith†                                                   | OT                                                            | Memphis                                                       | C-USA                                                         |
|  | 3    | 79     | Green Bay Packers    | Kenny Peterson                                                | DT                                                            | Ohio State                                                    | Big Ten                                                       |
|  | 3    | 80     | San Diego Chargers   | Courtney Van Buren                                            | OT                                                            | Arkansas-Pine Bluff                                           | SWAC                                                          |
|  | 3    | 81     | Washington Redskins  | Derrick Dockery                                               | G                                                             | Texas                                                         | Big 12                                                        |
|  | 3    | 82     | Carolina Panthers    | Ricky Manning                                                 | CB                                                            | UCLA                                                          | Pac-10                                                        |
|  | 3    | 83     | Oakland Raiders      | Sam Williams                                                  | DE                                                            | Fresno State                                                  | WAC                                                           |
|  | 3    | 84     | Cleveland Browns     | Chris Crocker                                                 | S                                                             | Marshall                                                      | MAC                                                           |
|  | 3    | 85     | New York Jets        | B.J. Askew                                                    | FB                                                            | Michigan                                                      | Big Ten                                                       |
|  | 3    | 86     | New Orleans Saints   | Cie Grant                                                     | LB                                                            | Ohio State                                                    | Big Ten                                                       |
|  | 3    | 87     | Miami Dolphins       | Taylor Whitley                                                | G                                                             | Texas A&M                                                     | Big 12                                                        |
|  | 3    | 88     | Houston Texans       | Dave Ragone                                                   | QB                                                            | Louisville                                                    | C-USA                                                         |
|  | 3    | 89     | San Francisco 49ers  | Andrew Williams                                               | DE                                                            | Miami (FL)                                                    | Big East                                                      |
|  | 3    | 90     | Indianapolis Colts   | Donald Strickland                                             | CB                                                            | Colorado                                                      | Big 12                                                        |
|  | 3    | 91     | New York Giants      | Visanthe Shiancoe                                             | TE                                                            | Morgan State                                                  | MEAC                                                          |
|  | 3    | 92     | Kansas City Chiefs   | Julian Battle                                                 | CB                                                            | Tennessee                                                     | SEC                                                           |
|  | 3    | 93     | Tennessee Titans     | Chris Brown                                                   | RB                                                            | Colorado                                                      | Big 12                                                        |
|  | 3    | 94     | Buffalo Bills        | Angelo Crowell                                                | LB                                                            | Virginia                                                      | ACC                                                           |
|  | 3    | 95     | Philadelphia Eagles  | Billy McMullen                                                | WR                                                            | Virginia                                                      | ACC                                                           |
|  | 3    | 96     | Oakland Raiders      | Justin Fargas                                                 | RB                                                            | USC                                                           | Pac-10                                                        |
|  | 3    | 97     | Tampa Bay Buccaneers | Chris Simms                                                   | QB                                                            | Texas                                                         | Big 12                                                        |
|  | 4    | 98     | Cincinnati Bengals   | Dennis Weathersby                                             | CB                                                            | Oregon State                                                  | Pac-10                                                        |
|  | 4    | 99     | Detroit Lions        | Artose Pinner                                                 | RB                                                            | Kentucky                                                      | SEC                                                           |
|  | 4    | 100    | Chicago Bears        | Todd Johnson                                                  | S                                                             | Florida                                                       | SEC                                                           |
|  | 4    | 101    | Houston Texans       | Domanick Davis                                                | RB                                                            | LSU                                                           | SEC                                                           |
|  | 4    | 102    | New Orleans Saints   | Montrae Holland                                               | G                                                             | Florida State                                                 | ACC                                                           |
|  | 4    | 103    | Dallas Cowboys       | Bradie James                                                  | LB                                                            | LSU                                                           | SEC                                                           |
|  | 4    | 104    | Jacksonville Jaguars | George Wrighster                                              | TE                                                            | Oregon                                                        | Pac-10                                                        |
|  | 4    | 105    | Minnesota Vikings    | Onterrio Smith                                                | RB                                                            | Oregon                                                        | Pac-10                                                        |
|  | 4    | 106    | St. Louis Rams       | Shaun McDonald                                                | WR                                                            | Arizona State                                                 | Pac-10                                                        |
|  | 4    | 107    | St. Louis Rams       | DeJuan Groce                                                  | CB                                                            | Nebraska                                                      | Big 12                                                        |
|  | 4    | 108    | Denver Broncos       | Quentin Griffin                                               | RB                                                            | Oklahoma                                                      | Big 12                                                        |
|  | 4    | 109    | Baltimore Ravens     | Jarret Johnson                                                | DE                                                            | Alabama                                                       | SEC                                                           |
|  | 4    | 110    | Seattle Seahawks     | Seneca Wallace                                                | QB                                                            | Iowa State                                                    | Big 12                                                        |
|  | 4    | 111    | Buffalo Bills        | Terrence McGee†                                               | CB                                                            | Northwestern State                                            | Southland                                                     |
|  | 4    | 112    | San Diego Chargers   | Matt Wilhelm                                                  | LB                                                            | Ohio State                                                    | Big Ten                                                       |
|  | 4    | 113    | Kansas City Chiefs   | Brett Williams                                                | OT                                                            | Florida State                                                 | ACC                                                           |
|  | 4    | 114    | Denver Broncos       | Nick Eason                                                    | DT                                                            | Clemson                                                       | ACC                                                           |
|  | 4    | 115    | Cleveland Browns     | Lee Suggs                                                     | RB                                                            | Virginia Tech                                                 | Big East                                                      |
|  | 4    | 116    | Chicago Bears        | Ian Scott                                                     | DT                                                            | Florida                                                       | SEC                                                           |
|  | 4    | 117    | New England Patriots | Dan Klecko                                                    | LB                                                            | Temple                                                        | Big East                                                      |
|  | 4    | 118    | Cincinnati Bengals   | Jeremi Johnson                                                | FB                                                            | Western Kentucky                                              | Gateway                                                       |
|  | 4    | 119    | Carolina Panthers    | Colin Branch                                                  | S                                                             | Stanford                                                      | Pac-10                                                        |
|  | 4    | 120    | New England Patriots | Asante Samuel†                                                | CB                                                            | UCF                                                           | MAC                                                           |
|  | 4    | 121    | Atlanta Falcons      | Justin Griffith                                               | FB                                                            | Mississippi State                                             | SEC                                                           |
|  | 4    | 122    | Indianapolis Colts   | Steve Sciullo                                                 | G                                                             | Marshall                                                      | MAC                                                           |
|  | 4    | 123    | New York Giants      | Rod Babers                                                    | DB                                                            | Texas                                                         | Big 12                                                        |
|  | 4    | 124    | San Francisco 49ers  | Brandon Lloyd†                                                | WR                                                            | Illinois                                                      | Big Ten                                                       |
|  | 4    | 125    | Pittsburgh Steelers  | Ike Taylor                                                    | CB                                                            | Louisiana-Lafayette                                           | Sun Belt                                                      |
|  | 4    | 126    | Tennessee Titans     | Rien Long                                                     | DT                                                            | Washington State                                              | Pac-10                                                        |
|  | 4    | 127    | Buffalo Bills        | Sam Aiken                                                     | WR                                                            | North Carolina                                                | ACC                                                           |
|  | 4    | 128    | Denver Broncos       | Bryant McNeal                                                 | DE                                                            | Clemson                                                       | ACC                                                           |
|  | 4    | 129    | Oakland Raiders      | Shurron Pierson                                               | DE                                                            | South Florida                                                 | Ind.                                                          |
|  | 4    | 130    | Tampa Bay Buccaneers | Lance Nimmo                                                   | OT                                                            | West Virginia                                                 | Big East                                                      |
|  | 4*   | 131    | Philadelphia Eagles  | Jamaal Green                                                  | DE                                                            | Miami (FL)                                                    | Big East                                                      |
|  | 4*   | 132    | Jacksonville Jaguars | LaBrandon Toefield                                            | RB                                                            | LSU                                                           | SEC                                                           |
|  | 4*   | 133    | Tampa Bay Buccaneers | Austin King                                                   | C                                                             | Northwestern                                                  | Big Ten                                                       |
|  | 4*   | 134    | Baltimore Ravens     | Ovie Mughelli†                                                | FB                                                            | Wake Forest                                                   | ACC                                                           |
|  | 4*   | 135    | Seattle Seahawks     | Solomon Bates                                                 | LB                                                            | Arizona State                                                 | Pac-10                                                        |
|  | 5    | 136    | Cincinnati Bengals   | Khalid Abdullah                                               | LB                                                            | Mars Hill                                                     | SAC                                                           |
|  | 5    | 137    | Detroit Lions        | Terrence Holt                                                 | S                                                             | NC State                                                      | ACC                                                           |
|  | 5    | 138    | Indianapolis Colts   | Robert Mathis†                                                | DE                                                            | Alabama A&M                                                   | SWAC                                                          |
|  | 5    | 139    | Chicago Bears        | Bobby Wade                                                    | WR                                                            | Arizona                                                       | Pac-10                                                        |
|  | 5    | 140    | New York Jets        | Derek Pagel                                                   | S                                                             | Iowa                                                          | Big Ten                                                       |
|  | 5    | 141    | Arizona Cardinals    | Kenny King                                                    | DE                                                            | Alabama                                                       | SEC                                                           |
|  | 5    | 142    | Cleveland Browns     | Ryan Pontbriand†                                              | C                                                             | Rice                                                          | WAC                                                           |
|  | 5    | 143    | Chicago Bears        | Justin Gage                                                   | WR                                                            | Missouri                                                      | Big 12                                                        |
|  | 5    | 144    | Detroit Lions        | James Davis                                                   | LB                                                            | West Virginia                                                 | Big East                                                      |
|  | 5    | 145    | Carolina Panthers    | Kindal Moorehead                                              | DT                                                            | Alabama                                                       | SEC                                                           |
|  | 5    | 146    | Baltimore Ravens     | Aubrayo Franklin                                              | DT                                                            | Tennessee                                                     | SEC                                                           |
|  | 5    | 147    | Green Bay Packers    | James Lee                                                     | DT                                                            | Oregon State                                                  | Pac-10                                                        |
|  | 5    | 148    | St. Louis Rams       | Dan Curley                                                    | TE                                                            | Eastern Washington                                            | Big Sky                                                       |
|  | 5    | 149    | San Diego Chargers   | Mike Scifres                                                  | P                                                             | Western Illinois                                              | Gateway                                                       |
|  | 5    | 150    | New York Jets        | Matt Walters                                                  | DE                                                            | Miami (FL)                                                    | Big East                                                      |
|  | 5    | 151    | Buffalo Bills        | Ben Sobieski                                                  | G                                                             | Iowa                                                          | Big Ten                                                       |
|  | 5    | 152    | Cleveland Browns     | Michael Lehan                                                 | CB                                                            | Minnesota                                                     | Big Ten                                                       |
|  | 5    | 153    | Kansas City Chiefs   | Jordan Black                                                  | OT                                                            | Notre Dame                                                    | Ind.                                                          |
|  | 5¤   | 154    | Tennessee Titans     | Donnie Nickey                                                 | S                                                             | Ohio State                                                    | Big Ten                                                       |
|  | 5    | 155    | New Orleans Saints   | Melvin Williams                                               | DE                                                            | Kansas State                                                  | Big 12                                                        |
|  | 5    | 156    | Miami Dolphins       | Donald Lee                                                    | TE                                                            | Mississippi State                                             | SEC                                                           |
|  | 5    | 157    | Denver Broncos       | Ben Claxton                                                   | C                                                             | Ole Miss                                                      | SEC                                                           |
|  | 5    | 158    | Denver Broncos       | Adrian Madise                                                 | WR                                                            | TCU                                                           | C-USA                                                         |
|  | 5    | 159    | Atlanta Falcons      | Jon Olinger                                                   | WR                                                            | Cincinnati                                                    | C-USA                                                         |
|  | 5    | 160    | New York Giants      | David Diehl†                                                  | OT                                                            | Illinois                                                      | Big Ten                                                       |
|  | 5    | 161    | San Francisco 49ers  | Aaron Walker                                                  | TE                                                            | Florida                                                       | SEC                                                           |
|  | 5    | 162    | Indianapolis Colts   | Keyon Whiteside                                               | LB                                                            | Tennessee                                                     | SEC                                                           |
|  | 5    | 163    | Pittsburgh Steelers  | Brian St. Pierre                                              | QB                                                            | Boston College                                                | Big East                                                      |
|  | 5    | 164    | New England Patriots | Dan Koppen†                                                   | C                                                             | Boston College                                                | Big East                                                      |
|  | 5    | 165    | Seattle Seahawks     | Chris Davis                                                   | FB                                                            | Syracuse                                                      | Big East                                                      |
|  | 5    | 166    | Green Bay Packers    | Hunter Hillenmeyer                                            | LB                                                            | Vanderbilt                                                    | SEC                                                           |
|  | 5    | 167    | Oakland Raiders      | Doug Gabriel                                                  | WR                                                            | UCF                                                           | MAC                                                           |
|  | 5    | 168    | Tampa Bay Buccaneers | Sean Mahan                                                    | G                                                             | Notre Dame                                                    | Ind.                                                          |
|  | 5*   | 169    | Miami Dolphins       | J.R. Tolver                                                   | WR                                                            | San Diego State                                               | MWC                                                           |
|  | 5*   | 170    | St. Louis Rams       | Shane Walton                                                  | S                                                             | Notre Dame                                                    | Ind.                                                          |
|  | 5*   | 171    | Chicago Bears        | Tron LaFavor                                                  | DT                                                            | Florida                                                       | SEC                                                           |
|  | 5*   | 172    | St. Louis Rams       | Kevin Garrett                                                 | CB                                                            | SMU                                                           | WAC                                                           |
|  | 5*   | 173    | Baltimore Ravens     | Tony Pashos                                                   | OT                                                            | Illinois                                                      | Big Ten                                                       |
|  | 6    | 174    | Cincinnati Bengals   | Langston Moore                                                | DT                                                            | South Carolina                                                | SEC                                                           |
|  | 6    | 175    | Detroit Lions        | David Kircus                                                  | WR                                                            | Grand Valley State                                            | GLIAC                                                         |
|  | 6    | –      | Houston Texans       | scelta revocata per avere scelto nel Draft supplementare 2002 | scelta revocata per avere scelto nel Draft supplementare 2002 | scelta revocata per avere scelto nel Draft supplementare 2002 | scelta revocata per avere scelto nel Draft supplementare 2002 |
|  | 6    | 176    | Jacksonville Jaguars | Brandon Green                                                 | DE                                                            | Rice                                                          | WAC                                                           |
|  | 6    | 177    | Arizona Cardinals    | Reggie Wells                                                  | G                                                             | Clarion                                                       | PSAC                                                          |
|  | 6    | 178    | Dallas Cowboys       | B.J. Tucker                                                   | DB                                                            | Wisconsin                                                     | Big Ten                                                       |
|  | 6    | 179    | Jacksonville Jaguars | David Young                                                   | S                                                             | Georgia Southern                                              | SoCon                                                         |
|  | 6    | 180    | Minnesota Vikings    | Eddie Johnson                                                 | P                                                             | Idaho State                                                   | Big Sky                                                       |
|  | 6    | 181    | Miami Dolphins       | Corey Jenkins                                                 | LB                                                            | South Carolina                                                | SEC                                                           |
|  | 6    | 182    | Baltimore Ravens     | Gerome Sapp                                                   | S                                                             | Notre Dame                                                    | Ind.                                                          |
|  | 6    | 183    | Seattle Seahawks     | Rashad Moore                                                  | DT                                                            | Tennessee                                                     | SEC                                                           |
|  | 6    | 184    | St. Louis Rams       | Scott Tercero                                                 | G                                                             | California                                                    | Pac-10                                                        |
|  | 6    | 185    | Philadelphia Eagles  | Jeremy Bridges                                                | OT                                                            | Southern Miss                                                 | C-USA                                                         |
|  | 6    | 186    | Dallas Cowboys       | Zuriel Smith                                                  | WR                                                            | Hampton                                                       | MEAC                                                          |
|  | 6    | 187    | Buffalo Bills        | Lauvale Sape                                                  | DT                                                            | Utah                                                          | MWC                                                           |
|  | 6    | 188    | San Diego Chargers   | Hanik Milligan†                                               | S                                                             | Houston                                                       | C-USA                                                         |
|  | 6    | 189    | Kansas City Chiefs   | Jimmy Wilkerson                                               | DE                                                            | Oklahoma                                                      | Big 12                                                        |
|  | 6    | 190    | Minnesota Vikings    | Michael Nattiel                                               | LB                                                            | Florida                                                       | SEC                                                           |
|  | 6    | 191    | Chicago Bears        | Joe Odom                                                      | LB                                                            | Purdue                                                        | Big Ten                                                       |
|  | 6¤   | 192    | Houston Texans       | Drew Henson                                                   | QB                                                            | Michigan                                                      | Big Ten                                                       |
|  | 6    | 193    | Jacksonville Jaguars | Marques Ogden                                                 | OT                                                            | Howard                                                        | MEAC                                                          |
|  | 6    | 194    | Denver Broncos       | Aaron Hunt                                                    | DE                                                            | Texas Tech                                                    | Big 12                                                        |
|  | 6    | 195    | Cleveland Browns     | Antonio Garay                                                 | DT                                                            | Boston College                                                | Big East                                                      |
|  | 6    | 196    | Atlanta Falcons      | LaTarence Dunbar                                              | WR                                                            | TCU                                                           | C-USA                                                         |
|  | 6    | 197    | San Francisco 49ers  | Arnaz Battle                                                  | WR                                                            | Notre Dame                                                    | Ind.                                                          |
|  | 6    | 198    | Indianapolis Colts   | Cato June†                                                    | LB                                                            | Michigan                                                      | Big Ten                                                       |
|  | 6    | 199    | New York Giants      | Willie Ponder                                                 | WR                                                            | SE Missouri State                                             | OVC                                                           |
|  | 6    | 200    | New York Jets        | Brooks Bollinger                                              | QB                                                            | Wisconsin                                                     | Big Ten                                                       |
|  | 6    | 201    | New England Patriots | Kliff Kingsbury                                               | QB                                                            | Texas Tech                                                    | Big 12                                                        |
|  | 6    | 202    | Atlanta Falcons      | Waine Bacon                                                   | DB                                                            | Alabama                                                       | SEC                                                           |
|  | 6    | 203    | New Orleans Saints   | Kareem Kelly                                                  | WR                                                            | USC                                                           | Pac-10                                                        |
|  | 6    | 204    | Oakland Raiders      | Dustin Rykert                                                 | OT                                                            | BYU                                                           | MWC                                                           |
|  | 6    | 205    | Tampa Bay Buccaneers | Torrie Cox                                                    | CB                                                            | Pittsburgh                                                    | Big East                                                      |
|  | 6*   | 206    | Chicago Bears        | Brock Forsey                                                  | RB                                                            | Boise State                                                   | WAC                                                           |
|  | 6*   | 207    | New York Giants      | Frank Walker                                                  | CB                                                            | Tuskegee                                                      | SIAC                                                          |
|  | 6*   | 208    | Indianapolis Colts   | Makoa Freitas                                                 | OT                                                            | Arizona                                                       | Pac-10                                                        |
|  | 6*   | 209    | Miami Dolphins       | Tim Provost                                                   | OT                                                            | San Jose State                                                | WAC                                                           |
|  | 6*   | 210    | Arizona Cardinals    | Tony Gilbert                                                  | LB                                                            | Georgia                                                       | SEC                                                           |
|  | 6*   | 211    | New York Giants      | David Tyree†                                                  | WR                                                            | Syracuse                                                      | Big East                                                      |
|  | 6*   | 212    | Green Bay Packers    | Brennan Curtin                                                | OT                                                            | Notre Dame                                                    | Ind.                                                          |
|  | 6*   | 213    | Miami Dolphins       | Yeremiah Bell†                                                | S                                                             | Eastern Kentucky                                              | OVC                                                           |
|  | 6*   | 214    | Houston Texans       | Keith Wright                                                  | DT                                                            | Missouri                                                      | Big 12                                                        |
|  | 7    | 215    | Cincinnati Bengals   | Scott Kooistra                                                | OT                                                            | NC State                                                      | ACC                                                           |
|  | 7    | 216    | Detroit Lions        | Ben Johnson                                                   | OT                                                            | Wisconsin                                                     | Big Ten                                                       |
|  | 7    | 217    | Houston Texans       | Curry Burns                                                   | DB                                                            | Louisville                                                    | C-USA                                                         |
|  | 7    | 218    | Jacksonville Jaguars | Malaefou MacKenzie                                            | FB                                                            | USC                                                           | Pac-10                                                        |
|  | 7    | 219    | Dallas Cowboys       | Justin Bates                                                  | G                                                             | Colorado                                                      | Big 12                                                        |
|  | 7    | 220    | Detroit Lions        | Blue Adams                                                    | CB                                                            | Cincinnati                                                    | C-USA                                                         |
|  | 7    | 221    | Minnesota Vikings    | Keenan Howry                                                  | WR                                                            | Oregon                                                        | Pac-10                                                        |
|  | 7    | 222    | Seattle Seahawks     | Josh Brown                                                    | K                                                             | Nebraska                                                      | Big 12                                                        |
|  | 7    | 223    | Baltimore Ravens     | Trent Smith                                                   | TE                                                            | Oklahoma                                                      | Big 12                                                        |
|  | 7    | 224    | Seattle Seahawks     | Taco Wallace                                                  | WR                                                            | Kansas State                                                  | Big 12                                                        |
|  | 7    | 225    | Tennessee Titans     | Todd Williams                                                 | OT                                                            | Florida State                                                 | ACC                                                           |
|  | 7    | 226    | Carolina Panthers    | Walter Young                                                  | WR                                                            | Illinois                                                      | Big Ten                                                       |
|  | 7    | 227    | Denver Broncos       | Clint Mitchell                                                | DE                                                            | Florida                                                       | SEC                                                           |
|  | 7    | 228    | Buffalo Bills        | Mario Haggan                                                  | LB                                                            | Mississippi State                                             | SEC                                                           |
|  | 7    | 229    | San Diego Chargers   | Andrew Pinnock                                                | FB                                                            | South Carolina                                                | SEC                                                           |
|  | 7    | 230    | Kansas City Chiefs   | Montique Sharpe                                               | DT                                                            | Wake Forest                                                   | ACC                                                           |
|  | 7    | 231    | New Orleans Saints   | Talman Gardner                                                | WR                                                            | Florida State                                                 | ACC                                                           |
|  | 7    | 232    | Washington Redskins  | Gibran Hamdan                                                 | QB                                                            | Indiana                                                       | Big Ten                                                       |
|  | 7¤   | 233    | Houston Texans       | Chance Pearce                                                 | C                                                             | Texas A&M                                                     | Big 12                                                        |
|  | 7    | 234    | New England Patriots | Spencer Nead                                                  | FB                                                            | BYU                                                           | MWC                                                           |
|  | 7    | 235    | Denver Broncos       | Ahmaad Galloway                                               | RB                                                            | Alabama                                                       | SEC                                                           |
|  | 7    | 236    | Detroit Lions        | Brandon Drumm                                                 | RB                                                            | Colorado                                                      | Big 12                                                        |
|  | 7    | 237    | New York Jets        | Dave Yovanovits                                               | G                                                             | Temple                                                        | Big East                                                      |
|  | 7    | 238    | Atlanta Falcons      | Demetrin Veal                                                 | DE                                                            | Tennessee                                                     | SEC                                                           |
|  | 7    | 239    | New England Patriots | Tully Banta-Cain                                              | LB                                                            | California                                                    | Pac-10                                                        |
|  | 7    | 240    | New York Giants      | Charles Drake                                                 | DB                                                            | Michigan                                                      | Big Ten                                                       |
|  | 7    | 241    | San Francisco 49ers  | Ken Dorsey                                                    | QB                                                            | Miami (FL)                                                    | Big East                                                      |
|  | 7    | 242    | Pittsburgh Steelers  | J.T. Wall                                                     | RB                                                            | Georgia                                                       | SEC                                                           |
|  | 7    | 243    | New England Patriots | Ethan Kelley                                                  | DT                                                            | Baylor                                                        | Big 12                                                        |
|  | 7    | 244    | Philadelphia Eagles  | Norman LeJeune                                                | DB                                                            | LSU                                                           | SEC                                                           |
|  | 7    | 245    | Green Bay Packers    | Chris Johnson                                                 | CB                                                            | Louisville                                                    | C-USA                                                         |
|  | 7    | 246    | Oakland Raiders      | Siddeeq Shabazz                                               | S                                                             | New Mexico State                                              | Sun Belt                                                      |
|  | 7    | 247    | Carolina Panthers    | Casey Moore                                                   | RB                                                            | Stanford                                                      | Pac-10                                                        |
|  | 7*   | 248    | Miami Dolphins       | Davern Williams                                               | DT                                                            | Troy State                                                    | Ind.                                                          |
|  | 7*   | 249    | New York Giants      | Wayne Lucier                                                  | C                                                             | Colorado                                                      | Big 12                                                        |
|  | 7*   | 250    | Baltimore Ravens     | Mike Mabry                                                    | C                                                             | UCF                                                           | MAC                                                           |
|  | 7*   | 251    | St. Louis Rams       | Scott Shanle                                                  | LB                                                            | Nebraska                                                      | Big 12                                                        |
|  | 7*   | 252    | Kansas City Chiefs   | Willie Pile                                                   | S                                                             | Virginia Tech                                                 | Big East                                                      |
|  | 7*   | 253    | Green Bay Packers    | DeAndrew Rubin                                                | WR                                                            | South Florida                                                 | Ind.                                                          |
|  | 7*   | 254    | St. Louis Rams       | Richard Angulo                                                | TE                                                            | Western New Mexico                                            | Ind.                                                          |
|  | 7*   | 255    | New York Giants      | Kevin Walter                                                  | WR                                                            | Eastern Michigan                                              | MAC                                                           |
|  | 7*   | 256    | Green Bay Packers    | Carl Ford                                                     | WR                                                            | Toledo                                                        | MAC                                                           |
|  | 7*   | 257    | Green Bay Packers    | Steve Josue                                                   | LB                                                            | Carson-Newman                                                 | SAC                                                           |
|  | 7*   | 258    | Baltimore Ravens     | Antwoine Sanders                                              | DB                                                            | Utah                                                          | MWC                                                           |
|  | 7^   | 259    | Cincinnati Bengals   | Elton Patterson                                               | DE                                                            | UCF                                                           | MAC                                                           |
|  | 7^   | 260    | Detroit Lions        | Travis Anglin                                                 | WR                                                            | Memphis                                                       | C-USA                                                         |
|  | 7^   | 261    | Chicago Bears        | Bryan Anderson                                                | G                                                             | Pittsburgh                                                    | Big East                                                      |
|  | 7^   | 262    | Oakland Raiders      | Ryan Hoag                                                     | WR                                                            | Gustavus Adolphus                                             | MIAC                                                          |